# Kansulijstergaai
De kansulijstergaai (Ianthocincla sukatschewi, synoniem Garrulax sukatschewi) is een zangvogel uit de familie Leiothrichidae.

## Verspreiding en leefgebied
Deze soort komt voor in China in de bergen van zuidelijk Gansu en noordelijk Sichuan.

## Status
De grootte van de populatie is in 2001 geschat op 2500-10.000 volwassen vogels. Deze kleine populatie neemt af door ontbossing. Op de Rode lijst van de IUCN heeft deze soort daarom de status kwetsbaar.